# Nefin
Nefin är en kulle i Mikronesiens federerade stater. Den ligger i kommunen Eot och delstaten Chuuk, i den västra delen av landet, 700 km väster om huvudstaden Palikir. Toppen på Nefin är 54 meter över havet.